# Слава (Черниговская область)
Слава (укр. Слава) — село в Сновском районе Черниговской области Украины. Население — 15 человек. Занимает площадь 0,025 км².
Код КОАТУУ: 7425888404. Почтовый индекс: 15230. Телефонный код: +380 4654.

## Власть
Орган местного самоуправления — Тихоновичский сельский совет. Почтовый адрес: 15230, Черниговская обл., Сновский р-н, с. Тихоновичи, ул. Ново-Слободская.